# René Bonneau
René Henri Bonneau (* 6. Juni 1898 in Paris; † 15. November 1951 ebenda) war ein französischer Autorennfahrer. 

## Karriere als Rennfahrer
René Bonneau startete 1926 auf einem Werks-Jousset beim 24-Stunden-Rennen von Le Mans. Teampartner war sein Landsmann Raymond Saladin. Der eingesetzte Jousset M1 Tourisme fiel nach 64 gefahrenen Runden nach einem Motorschaden aus. 

## Statistik

### Le-Mans-Ergebnisse
| Jahr | Team                   | Fahrzeug            | Teamkollege     | Platzierung | Ausfallgrund |
| ---- | ---------------------- | ------------------- | --------------- | ----------- | ------------ |
| 1926 | Automobiles Jousset SA | Jousset M1 Tourisme | Raymond Saladin | Ausfall     | Motorschaden |